# Frank H. Hitchcock
Pour les articles homonymes, voir Hitchcock (homonymie).
Frank Harris Hitchcock, né le 5 octobre 1867 à Amherst (Ohio) et mort le 25 août 1935 à Tucson (Arizona), est un homme politique américain. Membre du Parti républicain, il est président du Comité national républicain entre 1908 et 1909 puis Postmaster General des États-Unis entre 1909 et 1913 dans l'administration du président William Howard Taft.

## Source
- (en) Cet article est partiellement ou en totalité issu de l’article de Wikipédia en anglais intitulé « Frank Harris Hitchcock » (voir la liste des auteurs).